# Hunin
Hunin (arab. ‏هونين‎, hebr. ‏הונין‎) – dawna palestyńska wieś w Mandacie Palestyny blisko granicy libańskiej. Była to druga co do wielkości wieś w Dystrykcie Safedu, ale została wyludniona w 1948 .

## Historia

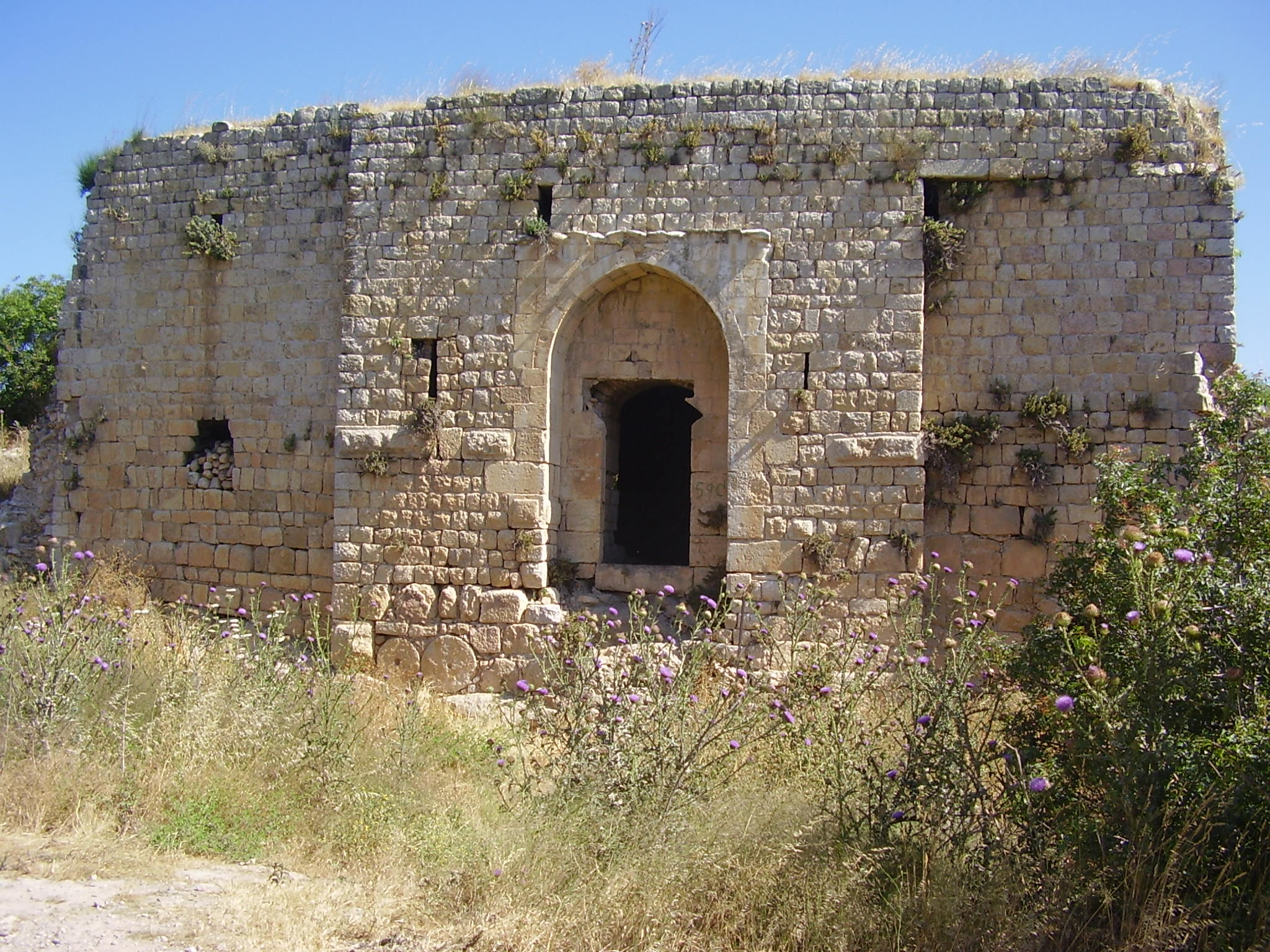
Ruiny z czasów średniowiecznych.

Miejsce to ma ślady sporadycznego zamieszkania pochodzące z epoki żelaza (XI wiek p.n.e.) i ciągłego zamieszkania od około 550 lub 350 p.n.e. aż do około 550, a następnie znów sporadycznego zamieszkania do XIX wieku.

### Dzieje współczesne
W kwietniu 1924 roku, Hunin i sześć innych szyickich wiosek zostały przeniesione z francuskiego mandatu Libanu do Brytyjskiego Mandatu Palestyny.
W spisie ludności Palestyny z 1931 ludność Hunin wynosiła 1075 osób w sumie 233 budynkach mieszkalnych.
W wyniku ataku Palmachu w maju 1948 wielu mieszkańców uciekło do Libanu. Cztery wiejskie kobiety zostały zgwałcone i zamordowane przez izraelskich żołnierzy.
W 1951 moszaw Margalijjot został założony na południe od dawnej wioski Hunin.